# Nobuo Ayukawa
Nobuo Ayukawa (鮎川 信夫), nom véritable Kamimura Ryūichi (上村 隆一); 23 août 1920 à Tokyo - 17 octobre 1986, est un poète et écrivain japonais.
Traducteur du poème La Terre vaine de T. S. Eliot, Ayukawa fait partie avec Ryūichi Tamura et Saburō Kuroda des fondateurs de la revue littéraire Arechi (« La Terre vaine »). Il est l'un des poètes les plus importants et influents de la période d'après-guerre au Japon. Un recueil de ses poèmes (Ayukawa Nobuo shishū) paraît en 1955. En tant que critique littéraire il publie en 1949 son essai Gendaishi pour wa nani ka (« Qu'est-ce que la poésie moderne? ») consacré à la poésie japonaise contemporaine. Il publie un recueil de ses essais sur la poésie en 1964 sous le titre Ayukawa Nobuo shiron shū.

## Traduction française
- Poèmes 1945-1955, traduits par Karine Marcelle Arneodo, La Barque, 2017  (ISBN 978-2917504253)